# Josef Wilhelm
Josef Wilhelm (n. 1892 – d. 1956) a fost un gimnast artistic ce a reprezentat Elveția, medaliat olimpic. A participat la o ediție a Jocurilor Olimpice (1924) în care a câștigat o medalie de aur și o medalie de bronz.

## Participări
Lista de mai jos prezintă principalele competiții la care a participat Josef Wilhelm de-a lungul carierei.
- gymnastics at the 1924 Summer Olympics – men's pommel horse[*]